# Gustavo Parodi
Gustavo Parodi (Pando, 22 de noviembre de 1962) es un músico, guitarrista, vocalista, y letrista uruguayo integrante del grupo de rock Buitres Después de la Una. También es fundador y vocalista de Los Chanchos Salvajes y así como lo fue del mítico grupo Los Estómagos.

## Biografía
Oriundo de la ciudad de Pando, Gustavo Parodi formó en el verano de 1983 la banda uruguaya de rock Los Estómagos. El conjunto estuvo constituido en un principio por Fabián "Hueso" Hernández, (Bajo), Gustavo "Cabeza" Mariott, (batería), sustituido por Leonardo Baroncini y más adelante por Marcelo Lasso, y el propio Gustavo Parodi (Guitarra y voz). La necesidad de encontrar un cantante lo llevó a incorporar ese mismo año a Gabriel Peluffo. 
Con el correr de los años 80, Los Estómagos se transforman en una banda de culto que hasta los días de hoy se venera y reconoce como una de las grupos más importantes en los períodos de la Dictadura Militar en el país, (1973-1985), y post dictadura, en los cuales editaron cuatro discos: "Tango que me Hiciste Mal" (1985), "La Ley es Otra" (1986), "Los Estómagos" (1987), y "No Habrá Condenado que Aguante" (1988)     
En 1989 se disuelve el grupo, pero Parodi no termina con su actividad musical. Comenzó a componer junto a José Rambao en el bajo, y Lasso en batería, y de esa forma empezaba a encaminarse un nuevo proyecto de banda, terminando de a poco con el estilo Post-Punk del antiguo conjunto, y basándose más ahora en el Rock & Roll de los años 50`s. 
Finalmente, el cantante de Los Estómagos se les une, creándose así el nuevo grupo, Buitres Después de la Una, (1989 - presente). La banda quedó conformada entonces con dos de los antiguos miembros de Los Estómagos,  Peluffo (Voz), y Lasso (batería), a excepción de Hernández, quien sería reemplazado por José "Pepe" Rambao en el bajo. A partir de ese momento comenzaría una larga y exitosa carrera de más de treinta años con Buitres, sacando numerosos discos y convirtiéndose en una de las bandas de Rock con mayor popularidad y convocatoria del Uruguay. 
La importancia de Parodi en Buitres roza en el liderazgo mayor. Algunas de las letras de las canciones que toca la banda fueron escritas por él mismo, además de su irreemplazable aporte vocal, tanto en coros como en voz principal; en el primer Álbum de Buitres (1990), su voz como cantante líder puede apreciarse en dos temas: "Hotel de los Corazones Destrozados,  y en la histórica "No te Puedo Matar", (canción que se tornó tan popular que incluso su melodía es utilizada por las hinchadas de fútbol de Peñarol y Nacional para entonar cánticos de aliento). A su vez, en el álbum Maraviya (1993) canta "Buitres Umplugged".
También es habitué, que, junto al vocalista principal de Buitres Gabriel Peluffo, canten canciones a dueto como por ejemplo; "Estoy Llorando Por Vos", "No Me Importa", "13 Palabras", "Sangre, Babas, y Terror", "En La Superficie" y "La Carta", entre otras.       
Ha integrado también como guitarrista y vocalista principal otras bandas de rock uruguayas como Los Chanchos Salvajes y Niñera Nueva Ola.
También colaboró en coros y demás con la joven banda Cooper & Los Hombres Bestia.